# Robert Resnick
Pour les articles homonymes, voir Resnick.
Robert Resnick (11 janvier 1923 à Baltimore, Maryland, États-Unis - 29 janvier 2014 à Pittsburgh, Pennsylvanie) est un physicien et professeur de physique américain. Il a rédigé plusieurs manuels de physique de niveau universitaire largement utilisés de par le monde.

## Biographie
Robert Resnick naît le 11 janvier 1923 à Baltimore, dans le Maryland aux États-Unis. Il obtient son Bachelor of Arts en 1943 et son PhD en 1949, tous deux en physique de l'université Johns-Hopkins.
De 1949 à 1956, il enseigne à l'université de Pittsburgh, où il rencontre le physicien David Halliday. Resnick est ensuite professeur à l'Institut polytechnique Rensselaer. Il y rédige seul ou en collaboration sept manuels sur la théorie de la relativité, la mécanique quantique et la physique en général, textes qui seront traduits en 47 langues. Selon certaines estimations, plus de dix millions d'étudiants auraient acquis l'un de ces ouvrages,.
En 1960, avec David Halliday, il publie Physics, un manuel s'adressant aux étudiants de première année universitaire aux États-Unis. Largement utilisé, il aurait sensiblement modifié la façon dont la physique est enseignée aux États-Unis. Il sera révisé par Jearl Walker et, en 2015, il est toujours publié, en cinq tomes sous le titre Fundamentals of Physics (en). Malgré son âge, l'ouvrage est encore apprécié car il comprend des diagrammes clairs et uniformes, beaucoup de texte à saveur pédagogique mais facile à suivre, ainsi que des perspectives sur les défis de la physique contemporaine. En 2002, l'American Physical Society juge qu'il s'agit du meilleur ouvrage d'introduction à la physique du XXe siècle.
Pendant la période 1964-1965, en plus de profiter d'une bourse Fulbright, Resnick est professeur honoraire et professeur invité de l'université Harvard. Il est récipiendaire de la médaille Oersted de 1974, la plus prestigieuse récompense remise par l'American Association of Physics Teachers, dont il a été président de 1986 à 1990.
L'Institut polytechnique Rensselaer a créé le Robert Resnick Center for Physics Education (un centre de recherche) et le Robert Resnick Lecture (conférences) qui accueille annuellement un éminent scientifique. Cette conférence a par exemple accueilli Leon Lederman en 2002 et Kip Thorne en 2005.
Resnick meurt le 29 janvier 2014 chez lui à Pittsburgh en Pennsylvanie.

## Œuvres
- Robert Resnick et David Halliday, Physique, t. 1, Mécanique
- Robert Resnick et David Halliday, Physique, t. 2, Électricité et magnétisme
- Robert Resnick et David Halliday, Physique, t. 3, Ondes, optique et physique moderne
- (en) Robert Resnick, Introduction to Special Relativity, New York, Wiley, 1968